# Дарт, Раймонд
Раймонд Артур Дарт (4 февраля 1893 — 22 ноября 1988) — австралийский антрополог, открывший австралопитека.
Родился в семье фермера в Брисбене (Квинсленд). Учился в университетах Сиднея (Сиднейский университет) и Лондона (Университетский колледж Лондона).
В 1922 году возглавил факультет анатомии университета Витватерсранд в Йоханнесбурге.

## Открытие
В 1924 году от одной своей знакомой Раймонд узнал об окаменелом обезьяньем черепе из Таунги (Бечуаналенд). Исследования показали, что череп принадлежал детенышу ископаемой прямоходящей человекообразной обезьяны (Бэби из Таунга), которую он впоследствии назвал австралопитеком (Australopithecus africanus). Её возраст был определен в 1 млн лет. Результаты исследования были опубликованы в научном журнале Nature за 1925 год. Дарт предполагал, что австралопитеки были хищными плотоядными степными обезьянами, охотившимися на павианов с помощью палок.